# سیارک ۳۰۷۶۷
سیارک ۳۰۷۶۷ (به انگلیسی: 30767 Chriskraft، نامگذاری:1983VQ1) سی هزار و هفتصد و شصت و هفتمین سیارک کشف شده‌است که در ۶ نوامبر ۱۹۸۳ کشف شد.